# Chaetomorpha
Chaetomorpha, también abreviado Chaeto, es un género de algas, perteneciente a la familia Cladophoraceae.

## Uso de acuariofilia
Chaetomorpha es especialmente común en acuarios de agua salada, ya que puede ser utilizado para la eliminación de nutrientes, especialmente nitratos. Los acuaristas comúnmente albergan esta alga, tal vez con otras, en un refugio. Una vez que ha crecido hasta convertirse en una masa significativa, se extrae una parte de las algas para ser extraída fuera o donada a otro aficionado, tomando los nutrientes que ha absorbido fuera del sistema. Chaetomorpha es preferible a otras macroalgas como Caulerpa porque tiene menos probabilidades que Caulerpa para someterse a la reproducción sexual en el acuario. También es fácil de eliminar porque no se va a adjuntar a las rocas o sustratos. En un estudio dirigido por Casey Campbell, se demostró que el lecho de carbón metano se filtra por Chaetomorpha. Además de la extracción de nutrientes, Chaetomorpha es conocida por albergar beneficiosos anfípodos que posteriormente pueden ser utilizados como una fuente de alimento para los corales y animales que pueden residir dentro del acuario.
Chaetomorpha puede, alternativamente, ser sustituido por un depurador de las algas.[cita requerida]

## Especies
- Chaetomorpha moniligera
- Chaetomorpha antennina
- Chaetomorpha crassa
- Chaetomorpha linum, especie compuesta de filamentos finos como pelos, uniseriados y no ramificados. Células 1 - 2 veces más largas que anchas, anchura máxima 585μm. Células cilíndricas o en forma de barril. Existen formas no unidas (C. linum) y unidas (C. aerea). Las plantas no adheridas forman masas de filamentos retorcidos, los filamentos adheridos crecen como mechones desde una base definida.
- Chaetomorpha okamurae
- Chaetomorpha aerea
- Chaetomorpha brachygona
- Chaetomorpha spiralis